# Morena Gallizio
Morena Gallizio-Tescari, italijanska alpska smučarka, * 18. januar 1974, Bolzano, Italija.
Nastopila je na treh olimpijskih igrah, kjer je dosegla pet uvrstitev v deseterico, četrto in peto mesto v kombinaciji, peto mesto v superveleslalomu ter osmo in deveto mesto v slalomu. V treh nastopih na svetovnih prvenstvih je dosegla četrto mesto v kombinaciji ter peto in sedmo v slalomu. V svetovnem pokalu je tekmovala osem sezon med letoma 1991 in 1999 ter dosegla tri uvrstitve na stopničke, dve v slalomu in eno v kombinaciji. V skupnem seštevku svetovnega pokala je bila najvišje na enajstem mestu leta 1994, ko je bila tudi peta v slalomskem seštevku, leta 1993 pa je bila tretja v kombinacijskem seštevku.
Tudi njen mož Fabrizio Tescari je nekdanji alpski smučar.